# Joseph Kahn (Regisseur)

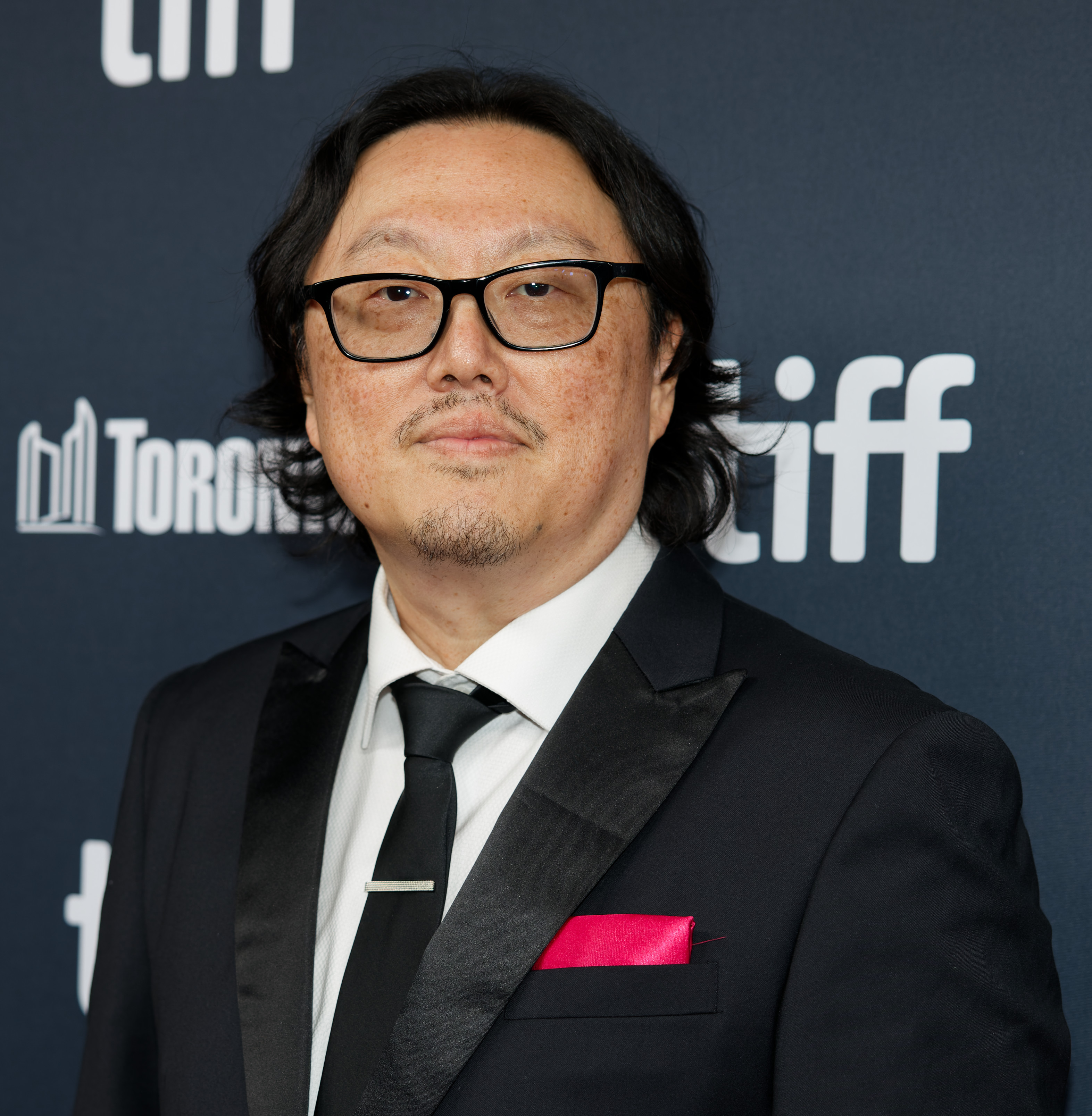
Joseph Kahn (2024)

Joseph Kahn (* 12. Oktober 1972 in Busan, Südkorea) ist ein US-amerikanischer Regisseur koreanischer Abstammung, der hauptsächlich Musikvideos, aber auch Fernsehwerbung und Spielfilme dreht.

## Leben
Kahn wurde in Busan, Südkorea, geboren und zog mit drei Jahren nach Jersey Village, Texas, einem Vorort von Houston. Er verbrachte einen Teil seiner Kindheit in Livorno, Italien, bevor er zurück nach Texas zog. Bereits in Jugendjahren drehte er Musikvideos für lokale Künstler. Nach dem Abitur in Jersey Village 1990 ging er an die zur New York University gehörende Tisch School of the Arts, die er jedoch nach einem Jahr wieder verließ, um Musikvideos zu drehen.
Kahn wohnt in Los Angeles.

## Karriere

### Musikvideos
Ab 1990 drehte Kahn Dutzende Low-Budget-Videos, bei denen er zeitgleich als Kameramann, Filmeditor und Produktionsdesigner agierte. 1995 unterschrieb er einen Vertrag bei Visages Films und wurde immer begehrter. So drehte er Videos für Künstler wie Public Enemy, Aaliyah, Korn, Bryan Adams und die Backstreet Boys. 1999 gründete Kahn zusammen mit Chris Lee seine eigene Produktionsfirma SuperMega Media. Er drehte nun Musikvideos für weitere berühmte Musikkünstler, wie Dr. Dre, Snoop Dogg, DMX, Mariah Carey, Christina Aguilera, 50 Cent, Britney Spears, Destiny’s Child, Kelly Clarkson, Ashlee Simpson, Muse, Ciara, U2, The Chemical Brothers, blink-182, Chris Brown, Eminem, TLC, Katy Perry, Moby, Kesha, George Michael, Korn, Taylor Swift, The Black Eyed Peas, Janet Jackson, Lady Gaga, BoA, Gwen Stefani, Brandy, AKB48, The Pussycat Dolls, Kylie Minogue, Maroon 5 und OneRepublic.
Für seine Arbeiten als Musikvideoregisseur erhielt Kahn verschiedene Auszeichnungen bei den MTV Video Music Awards. Vor allem das Video zum Lied Without Me des Rappers Eminem war überaus erfolgreich und gewann 2002 den Preis für Video of the Year von MTV und 2003 den Grammy Award for Best Short Form Music Video.

### Werbefilme
Kahn hat unter anderem Werbung für die Unternehmen Acura, Bacardi, BMW, Hewlett-Packard, Gillette, Vodafone, Budweiser, Asics, Renault, Mazda, Coors Light, NASCAR, Saab, Ford und Sony-PlayStation gedreht. Seine Werbung für Fox/NASCAR gewann 2004 einen Clio Award in der Kategorie Visual Effects.

### Filme
2004 gab Kahn sein Filmdebüt als Regisseur des Actionfilms Hart am Limit mit Ice Cube. Im Jahr 2011 veröffentlichte er seine selbst finanzierte Horror-Komödie Detention – Nachsitzen kann tödlich sein. 2015 inszenierte er mit Power/Rangers einen Kurzfilm als Fanbeitrag zum Power Rangers-Franchise; Katee Sackhoff und James Van Der Beek, der auch am Script mitschrieb, waren als Schauspieler beteiligt. Sein Film Battle-Rap-Film Bodied wurde u. a. von Eminem ko-produziert und feierte 2017 Premiere auf dem Toronto International Film Festival. Kahn führte zudem bei zwei Folgen der Fernsehserie Sweet/Vicious und einer Episode der Serie Crazy Ex-Girlfriend Regie.

## Filmografie
- 2004: Hart am Limit (Torque)

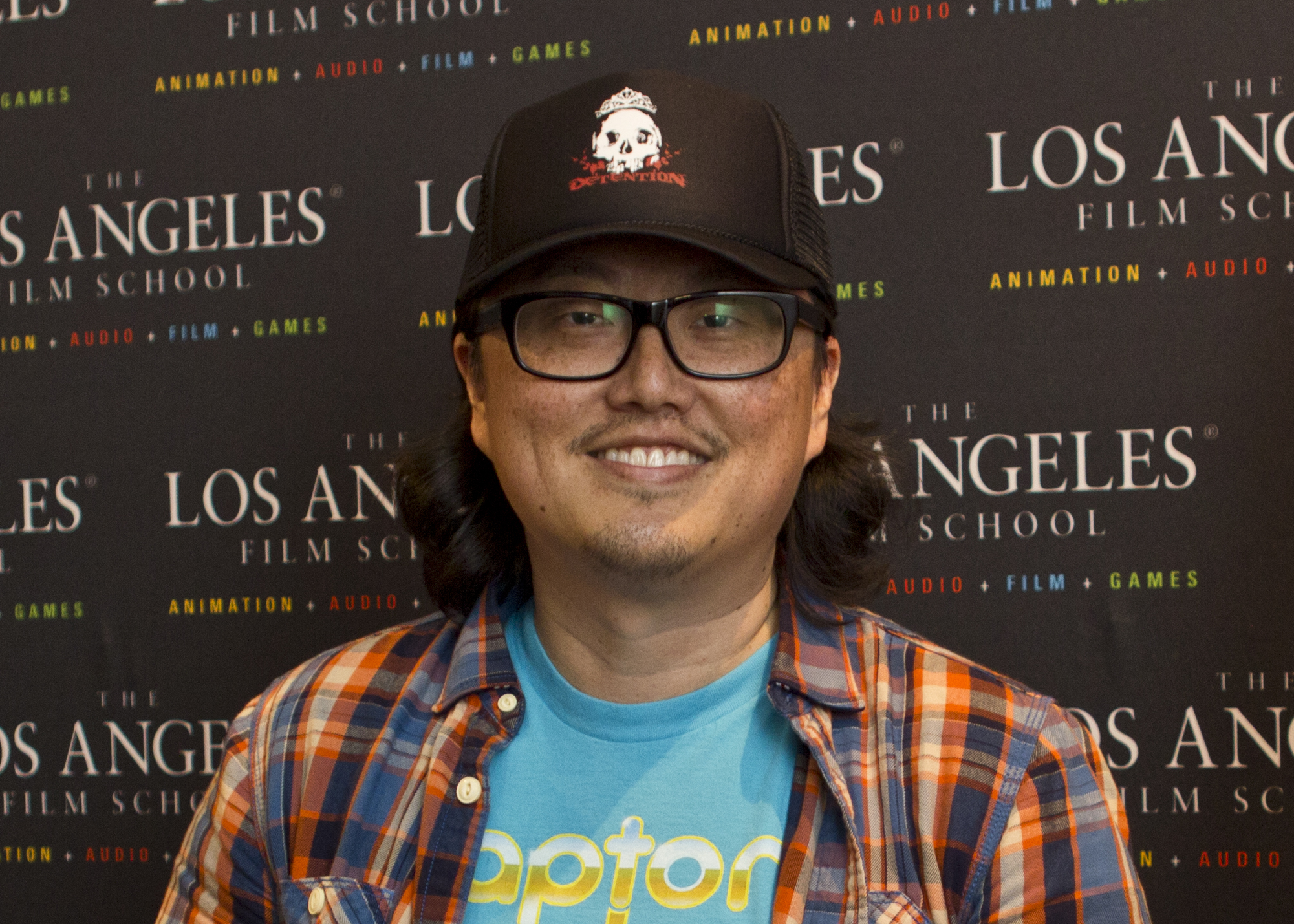
Joseph Kahn (2012)

- 2011: Detention – Nachsitzen kann tödlich sein (Detention)
- 2015: Power/Rangers (Kurzfilm)
- 2016: Sweet/Vicious (Fernsehserie, 2 Folgen)
- 2017: Bodied
- 2017: Crazy Ex-Girlfriend (Fernsehserie, Folge 3x04)

## Musikvideos
| Jahr | Sänger                                            | Video                                                |
| ---- | ------------------------------------------------- | ---------------------------------------------------- |
| 1990 | The Pain Teens                                    | „The Basement“                                       |
| 1992 | Rake’s Progress                                   | „Ghost Town“                                         |
| 1993 | Die Krupps                                        | „Crossfire“                                          |
| 1993 | Die Krupps                                        | „Fatherland“                                         |
| 1993 | Die Krupps                                        | „To the Hilt“                                        |
| 1993 | DMG                                               | „You Don’t Hear Me Doe“                              |
| 1993 | Geto Boys                                         | „Straight Gangsterism“                               |
| 1994 | 2 Low                                             | „Funky Lil Brotha“                                   |
| 1994 | 5th Ward Boyz                                     | „Ghetto Funk“                                        |
| 1994 | Ahmad                                             | „You Gotta Be“                                       |
| 1994 | Ahmad                                             | „Back in the Day“                                    |
| 1994 | Die Krupps feat. Biohazard                        | „Bloodsuckers“                                       |
| 1994 | Willie Nelson                                     | „December Day“                                       |
| 1994 | Willie Nelson                                     | „Afraid“                                             |
| 1994 | Retarded Elf                                      | „What Up G?“                                         |
| 1994 | Widowmaker                                        | „Long Gone“                                          |
| 1995 | AZ                                                | „Gimme Yours“                                        |
| 1995 | Clever Jeff                                       | „Year of the Fly MC“                                 |
| 1995 | Das EFX                                           | „Real Hip Hop“                                       |
| 1995 | Distinguished Gentlemen                           | „Soakin’ Wet“                                        |
| 1995 | Lords of the Underground                          | „Faith“                                              |
| 1995 | Lords of the Underground                          | „Neva Faded“                                         |
| 1995 | Onyx                                              | „All We Got Iz Us“                                   |
| 1995 | Onyx                                              | „Last Dayz“                                          |
| 1995 | Ruffnexx Sound System                             | „Stick by Me“                                        |
| 1995 | Spahn Ranch                                       | „Locusts“                                            |
| 1995 | Veronica                                          | „Without Love“                                       |
| 1995 | Scarface feat. Ice Cube                           | „Hand of the Dead Body“                              |
| 1995 | Public Enemy                                      | „So Watcha Gone Do Now“                              |
| 1996 | AZ                                                | „Do or Die“                                          |
| 1996 | AZ                                                | „Mo Money, Mo Murder, Mo Homicide“                   |
| 1996 | Interstate                                        | „Peek In The Drawers“                                |
| 1996 | Smooth Da Hustler                                 | „Hustler’s Theme“                                    |
| 1996 | Sadat X                                           | „Hang ’em High“                                      |
| 1996 | Montell Jordan feat. Slick Rick                   | „I Like“                                             |
| 1996 | Aaliyah                                           | „If Your Girl Only Knew“                             |
| 1996 | New Edition                                       | „Hit Me Off“                                         |
| 1996 | Warren G feat. Adina Howard                       | „What’s Love Got to Do with It“                      |
| 1996 | Johnny Gill                                       | „Let’s Get the Mood Right“                           |
| 1996 | New Edition                                       | „I’m Still in Love with You“                         |
| 1996 | Total                                             | „Kissin’ You“                                        |
| 1996 | Shaq                                              | „You Can’t Stop the Reign“                           |
| 1996 | Tony! Toni! Toné! feat. DJ Quik                   | „Let’s Get Down“                                     |
| 1997 | Korn                                              | „A.D.I.D.A.S.“                                       |
| 1997 | Ice Cube                                          | „The World Is Mine“                                  |
| 1997 | Patricia Kaas                                     | „Quand J’ai Peur De Tout“                            |
| 1997 | Faith No More                                     | „Last Cup of Sorrow“                                 |
| 1997 | Snoop Doggy Dogg                                  | „Doggfather“                                         |
| 1997 | Eric Benét                                        | „True to Myself“                                     |
| 1997 | Backstreet Boys                                   | „Everybody (Backstreet’s Back)“                      |
| 1997 | Foxy Brown feat. Dru Hill                         | „Big Bad Mamma“                                      |
| 1997 | SWV feat. Puff Daddy                              | „Someone“                                            |
| 1997 | Bone Thugs-N-Harmony                              | „If I Could Teach the World“                         |
| 1998 | Foxy Brown                                        | „Hot Spot“                                           |
| 1998 | Shernette May                                     | „You’re All the Man that I Need“                     |
| 1998 | Total                                             | „Trippin’“                                           |
| 1998 | Usher                                             | „Bed Time“ (Version 1)                               |
| 1998 | Montell Jordan                                    | „I Can Do That“                                      |
| 1998 | Montell Jordan feat. Master P & Silkk The Shocker | „Let’s Ride“                                         |
| 1998 | Mase feat. Total                                  | „What You Want“                                      |
| 1998 | Brandy & Monica                                   | „The Boy Is Mine“                                    |
| 1998 | Monica                                            | „The First Night“                                    |
| 1998 | Monster Magnet                                    | „Space Lord“                                         |
| 1998 | Bryan Adams                                       | „On a Day Like Today“                                |
| 1998 | Rob Zombie                                        | „Living Dead Girl“                                   |
| 1999 | Mobb Deep                                         | „Quiet Storm“ (Version 1)                            |
| 1999 | Jennifer Love Hewitt                              | „How Do I Deal“                                      |
| 1999 | Monster Magnet                                    | „Powertrip“                                          |
| 1999 | BLACKstreet feat. Janet Jackson, Ja Rule & Eve    | „Girlfriend/Boyfriend“                               |
| 1999 | Sugar Ray                                         | „Someday“                                            |
| 1999 | Backstreet Boys                                   | „Larger Than Life“                                   |
| 1999 | Brian Setzer Orchestra                            | „If You Can’t Rock Me“                               |
| 1999 | Muse                                              | „Muscle Museum“                                      |
| 2000 | Hole                                              | „Be a Man“                                           |
| 2000 | Destiny’s Child                                   | „Say My Name“                                        |
| 2000 | Destiny’s Child                                   | „Jumpin’ Jumpin’“                                    |
| 2000 | Sisqó                                             | „Thong Song“                                         |
| 2000 | Elton John                                        | „Someday Out of the Blue“                            |
| 2000 | Christina Aguilera                                | „I Turn to You“                                      |
| 2000 | Christina Aguilera                                | „Por Siempre Tu“                                     |
| 2000 | Janet Jackson                                     | „Doesn’t Really Matter“                              |
| 2000 | LeAnn Rimes                                       | „I Need You“                                         |
| 2000 | Faith Hill                                        | „The Way You Love Me“                                |
| 2000 | The Corrs                                         | „Irresistible“                                       |
| 2000 | Scarface                                          | „It Ain’t“                                           |
| 2000 | Wu-Tang Clan                                      | „Protect Ya Neck (The Jump Off)“                     |
| 2000 | Wu-Tang Clan                                      | „Gravel Pit“                                         |
| 2000 | Moby feat. Gwen Stefani                           | „South Side“                                         |
| 2000 | Britney Spears                                    | „Stronger“                                           |
| 2001 | Chayanne                                          | „Candela“                                            |
| 2001 | The Black Eyed Peas feat. Macy Gray               | „Request + Line“                                     |
| 2001 | The Black Eyed Peas feat. Macy Gray               | „Request + Line“ (Remix)                             |
| 2001 | Papa Roach                                        | „Between Angels and Insects“                         |
| 2001 | U2                                                | „Elevation“                                          |
| 2001 | U2                                                | „Stuck in a Moment You Can’t Get Out Of“ (Version 2) |
| 2001 | Aerosmith                                         | „Fly Away from Here“                                 |
| 2001 | D12                                               | „Purple Pills“                                       |
| 2001 | Samantha Mumba                                    | „Baby, Come Over (This Is Our Night)“                |
| 2001 | Enrique Iglesias                                  | „Hero“                                               |
| 2001 | DMX                                               | „Who We Be“                                          |
| 2001 | Garbage                                           | „Cherry Lips“                                        |
| 2002 | George Michael                                    | „Freeek!“                                            |
| 2002 | Moby                                              | „We Are All Made of Stars“                           |
| 2002 | Eminem                                            | „Without Me“                                         |
| 2002 | Mariah Carey feat. Cam’ron                        | „Boy (I Need You)“                                   |
| 2003 | DMX                                               | „X Gon’ Give It to Ya“                               |
| 2003 | TLC                                               | „Damaged“                                            |
| 2003 | Nelly feat. Justin Timberlake                     | „Work It“                                            |
| 2003 | Dido                                              | „White Flag“                                         |
| 2003 | Ricky Martin                                      | „Juramento“                                          |
| 2003 | Busta Rhymes feat. Pharrell                       | „Light Your Ass on Fire“                             |
| 2003 | The Chemical Brothers feat. k-os                  | „Get Yourself High“                                  |
| 2004 | Britney Spears                                    | „Toxic“                                              |
| 2004 | Alsou                                             | „Always on My Mind“                                  |
| 2004 | blink-182                                         | „Always“                                             |
| 2004 | Ashlee Simpson                                    | „La La“                                              |
| 2004 | The Offspring                                     | „(Can’t Get My) Head Around You“                     |
| 2005 | Kelly Clarkson                                    | „Behind These Hazel Eyes“                            |
| 2005 | Joss Stone                                        | „Spoiled“                                            |
| 2005 | Rob Thomas                                        | „Lonely No More“                                     |
| 2005 | Jamiroquai                                        | „Feels Just Like It Should“                          |
| 2005 | Backstreet Boys                                   | „Incomplete“                                         |
| 2006 | Kelly Clarkson                                    | „Walk Away“                                          |
| 2006 | Shayne Ward                                       | „No Promises“                                        |
| 2006 | The Pink Spiders                                  | „Little Razorblade“                                  |
| 2006 | Muse                                              | „Knights of Cydonia“                                 |
| 2006 | Ciara feat. Chamillionaire                        | „Get Up“                                             |
| 2006 | Janet Jackson feat. Khia                          | „So Excited“                                         |
| 2006 | Gwen Stefani                                      | „The Sweet Escape“                                   |
| 2007 | Kelly Clarkson                                    | „Never Again“                                        |
| 2007 | 50 Cent feat. Justin Timberlake und Timbaland     | „Ayo Technology“                                     |
| 2008 | Ladytron                                          | „Ghosts“                                             |
| 2008 | Chris Brown                                       | „Forever“                                            |
| 2008 | Pussycat Dolls                                    | „When I Grow Up“                                     |
| 2008 | Pussycat Dolls                                    | „I Hate This Part“                                   |
| 2008 | Britney Spears                                    | „Womanizer“                                          |
| 2009 | Lady Gaga                                         | „Eh, Eh (Nothing Else I Can Say)“                    |
| 2009 | Lady Gaga                                         | „LoveGame“                                           |
| 2009 | BoA                                               | „I Did It for Love“                                  |
| 2009 | Katy Perry                                        | „Waking Up in Vegas“                                 |
| 2009 | Eminem                                            | „We Made You“                                        |
| 2009 | Kelly Clarkson                                    | „Already Gone“                                       |
| 2009 | Ester Dean feat. Chris Brown                      | „Drop It Low“                                        |
| 2009 | Sun Ho                                            | „Fancy Free“                                         |
| 2009 | Chris Brown feat. Lil Wayne und Swizz Beatz       | „I Can Transform Ya“                                 |
| 2009 | Chris Brown                                       | „Crawl“                                              |
| 2010 | Helping Haiti                                     | „Everybody Hurts“                                    |
| 2010 | Kylie Minogue                                     | „All the Lovers“                                     |
| 2010 | Maroon 5                                          | „Misery“                                             |
| 2010 | Eminem feat. Rihanna                              | „Love the Way You Lie“                               |
| 2010 | Nicole Scherzinger                                | „Poison“                                             |
| 2010 | Keri Hilson                                       | „Pretty Girl Rock“                                   |
| 2010 | Dr. Dre feat. Snoop Dogg und Akon                 | „Kush“                                               |
| 2011 | Eminem                                            | „Space Bound“                                        |
| 2012 | AKB48                                             | „Gingham Check“                                      |
| 2012 | AKB48                                             | „Uza“                                                |
| 2012 | Robbie Williams                                   | „Candy“                                              |
| 2012 | Ciara                                             | „Got Me Good“                                        |
| 2013 | Priyanka Chopra                                   | „In My City“                                         |
| 2013 | Mariah Carey feat. Miguel                         | „Beautiful“                                          |
| 2013 | Britney Spears                                    | „Perfume“                                            |
| 2013 | Kylie Minogue feat. Brooke Candy                  | „Get It Up Ya“                                       |
| 2014 | Shakira feat. Rihanna                             | „Can’t Remember to Forget You“                       |
| 2014 | Taylor Swift                                      | „Blank Space“                                        |
| 2015 | Taylor Swift                                      | „Bad Blood“                                          |
| 2015 | Taylor Swift                                      | „Wildest Dreams“                                     |
| 2015 | Taylor Swift                                      | „Out of the Woods“                                   |
| 2016 | OneRepublic                                       | „Wherever I Go“                                      |
| 2017 | Imagine Dragons                                   | „Thunder“                                            |
| 2017 | Maroon 5                                          | „What Lovers Do“                                     |
| 2017 | Taylor Swift                                      | „Look What You Made Me Do“                           |
| 2017 | Taylor Swift                                      | „…Ready for It?“                                     |
| 2018 | Taylor Swift                                      | „End Game“                                           |
| 2018 | Taylor Swift                                      | „Delicate“                                           |
| 2019 | Ava Max                                           | „Torn“                                               |
| 2019 | Bebe Rexha                                        | „Last Hurrah“                                        |